# Рязанское направление Московской железной дороги
Рязанское направление Московской железной дороги — железнодорожная линия от Москвы до Рязани через города Люберцы, Жуковский, Раменское, Белоозёрский, Воскресенск, Коломна, Озёры, Луховицы, Зарайск, Рыбное. Проходит по Москве (Центральный, Восточный, Юго-Восточный округа), Московской и Рязанской областям. Построена в 1862 году между Москвой и Коломной, 19-я по счёту действующая на тот момент железнодорожная линия в России и одна из старейших на Московском железнодорожном узле.

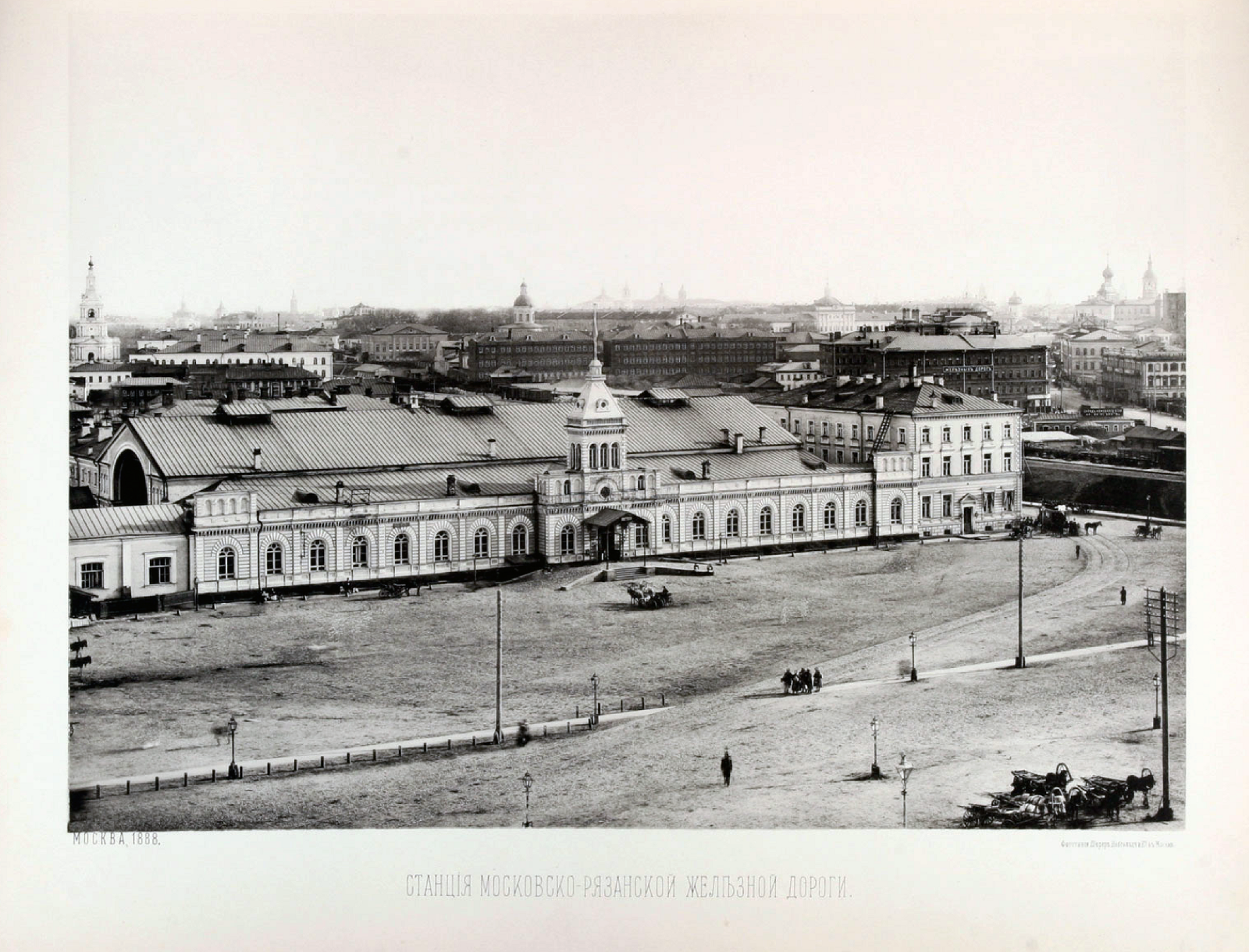
Рязанский вокзал (на месте нынешнего Казанского). Фотография 1888 года

Участок Москва-Казанская — Люберцы I совмещён с Казанским направлением. Между станцией Москва-Казанская и платформой Ипподром (Раменское) четыре главных пути, участки Фаустово — Виноградово и Рыбное — Рязань трёхпутные, остальная часть линии двухпутная. Единственная линия МЖД с левосторонним движением.

## История

### Строительство
Бурное развитие промышленности Московской губернии уже в 1841 году требовало быстрого, надёжного и удобного сообщения Москвы с южными губерниями. Москве требовались железо, каменный уголь, дрова, хлопок, шерсть, кожа, меха, хлеб и другая провизия. В 1860 году в Московской губернии уже насчитывалось 1636 фабрик и заводов: Гужона, Гоппера, братьев Бромлей, текстильные мануфактуры Цинделя, Прохорова. Сырьё для большинства предприятий везли из провинции. Доставка товаров с пристани Коломны, где они перегружались с волжских и окских барок на имевшие меньшую осадку суда, пригодные для мелководной Москвы-реки или на подводы, составляла 5—6 суток.
В 1856 году было образовано частное Общество Саратовской железной дороги. 17 июля 1859 года был утверждён устав Общества Саратовской железной дороги; «Московские ведомости» в № 207 за 1859 год давали в объявлении о создании Общества состав учредителей:

Генералы-адъютанты И. И. Ананьев и С. А. Юрьевич, гофмейстер А. С. Сабуров, генерал-майор М. Ю. Поливанов, статский советник А. Я. Сафронов, инженер-полковник А. К. Красовский, временный 1-й гильдии купец фон-Вогау, коллежский секретарь В. И. Жадимировский, потомственный почётный гражданин временный 1-й гильдии купец А. Г. Марк, потомственный почётный гражданин К. И. Калгер, астраханские первостатейные купцы братья Сапожниковы, потомственный почётный гражданин К. Т. Солдатенков, вице-президент совета бельгийских железных дорог, почт и телеграфов Ф. М. Брауер-де-Гогендорп.

Строить и проектировать дорогу пригласили специалистов из стран с практикой левостороннего движения: англичан Георга Гаве, Жаклин, Бергель, Колли, Ватсона. Так возник единственный в России участок с левосторонним движением. Рельсы поставлялись из Великобритании, металлические части к мостам и локомотивы — из Парижа, вагоны — из Берлина и Гамбурга. Работы на участке трассы от Москвы до Коломны начались между 15-й и 95-й вёрстами 11 июня 1860 года и шли ускоренными темпами. 1 июня 1861 года строительство участка Москва — Коломна было закончено и представлено к освидетельствованию государственной комиссией, которую возглавлял генерал-майор Н. И. Липин. Но в ходе проверки установлено, что состояние дороги не позволяет открыть её для пропуска поездов. Было предписано «привести части дороги в тот вид, который они должны иметь по проекту».
Через полгода в № 4 «Московских ведомостей» за 1862 год сообщалось:

21 января 1862 года был совершён первый пробный рейс по готовому, но ещё не открытому участку Саратовской железной дороги… Поезд из двух вагонов и локомотива отправился в 10 часов утра со станции Владимирской дороги и на седьмой версте перешёл на Саратовскую линию и в полдень прибыл на Троицкую станцию, где был встречен громкими одобрительными криками народа, набежавшего с соседней фабрики. В 2 часа дня поезд отправился в обратный путь и прибыл в Москву около 4 часов.

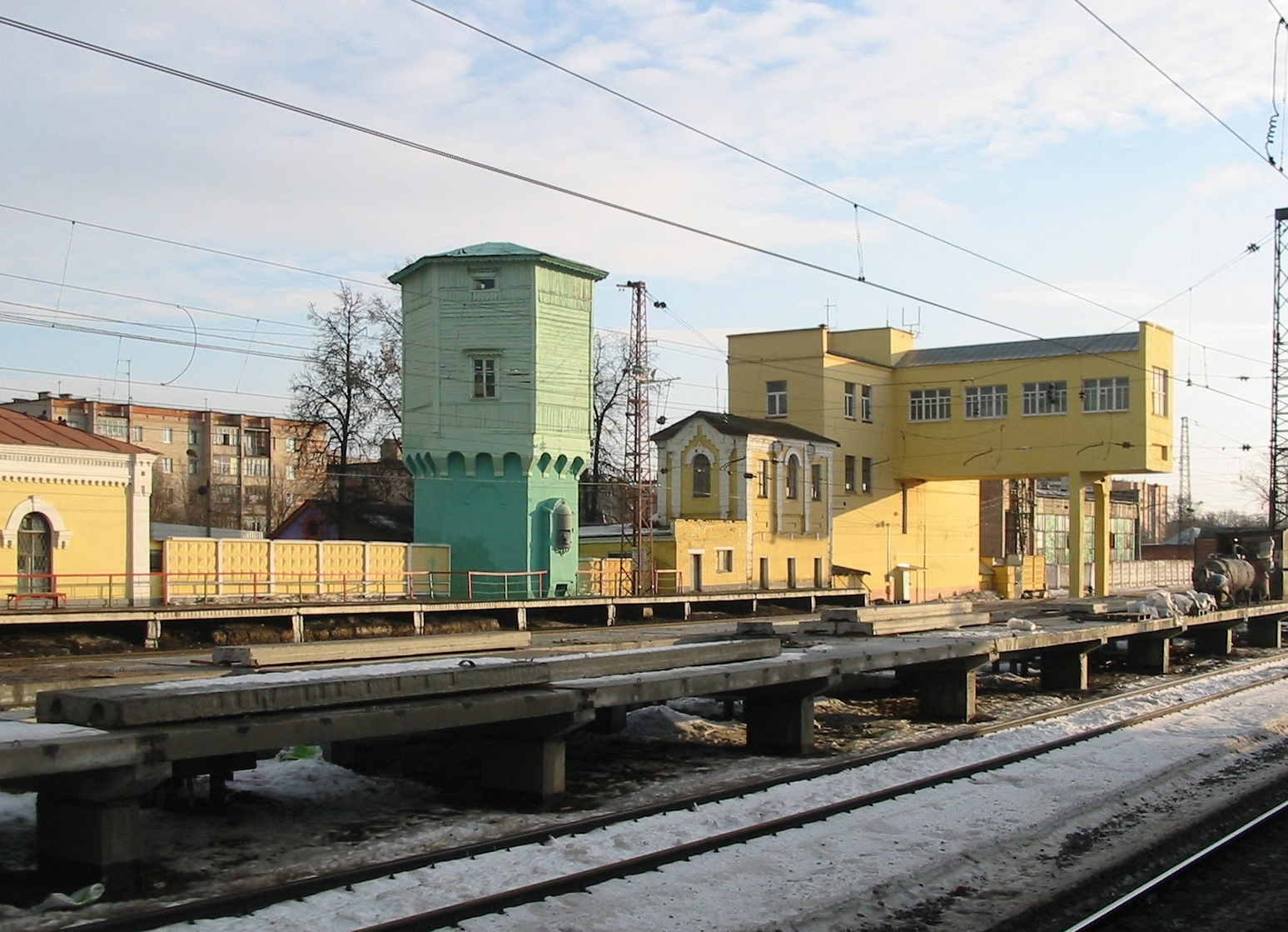
Ансамбль исторических зданий на станции Раменское незадолго перед разрушением в 2005

20 июля 1862 года в Коломне состоялись торжества официального открытия движения на Московско-Коломенском участке. В приложении к № 30 «Московских ведомостей» сообщалось:

Исполнилось давнишнее ожидание Москвы, и она оказалась связана со своим торговым пригородом, стоящим у самого слияния Москвы-реки и Оки… 
Пока конечная станция новой линии находится за Коломной…

В конце ноября 1862 года в силу значительных затрат вести дорогу до Саратова стало невозможным и Уставом от 8 января 1863 года действия незадачливых строителей ограничили участком от Москвы до Рязани, а организацию переименовали в Общество Московско-Рязанской железной дороги. Акционерами выступили Павел Григорьевич фон Дервиз и Карл Фёдорович фон Мекк.
Весной 1863 года общество Московско-Рязанской железной дороги, возглавляемое фон Дервизом, бывшим чиновником Комитета железных дорог, получило концессию и начало строительство участка от Коломны до Рязани, протяжённостью 80 вёрст. Подрядчиком строительства был фон Мекк.
20 февраля 1865 года был построен капитальный мост через реку Оку. Он стал первым в России совмещённым мостом для железнодорожного и гужевого транспорта. Строительством моста руководил военный инженер Аманд Егорович Струве. Для изготовления конструкций пролётных строений моста были созданы мастерские, которые в 1871 году преобразованы в Акционерное общество «Коломенский машиностроительный завод».

### Эксплуатация
Движение открывалось по мере готовности дороги от Москвы с января 1862 года. Пробный рейс от Москвы до станции Троицко-Раменское по недостроенному ещё пути был совершён 21 января 1862 года.

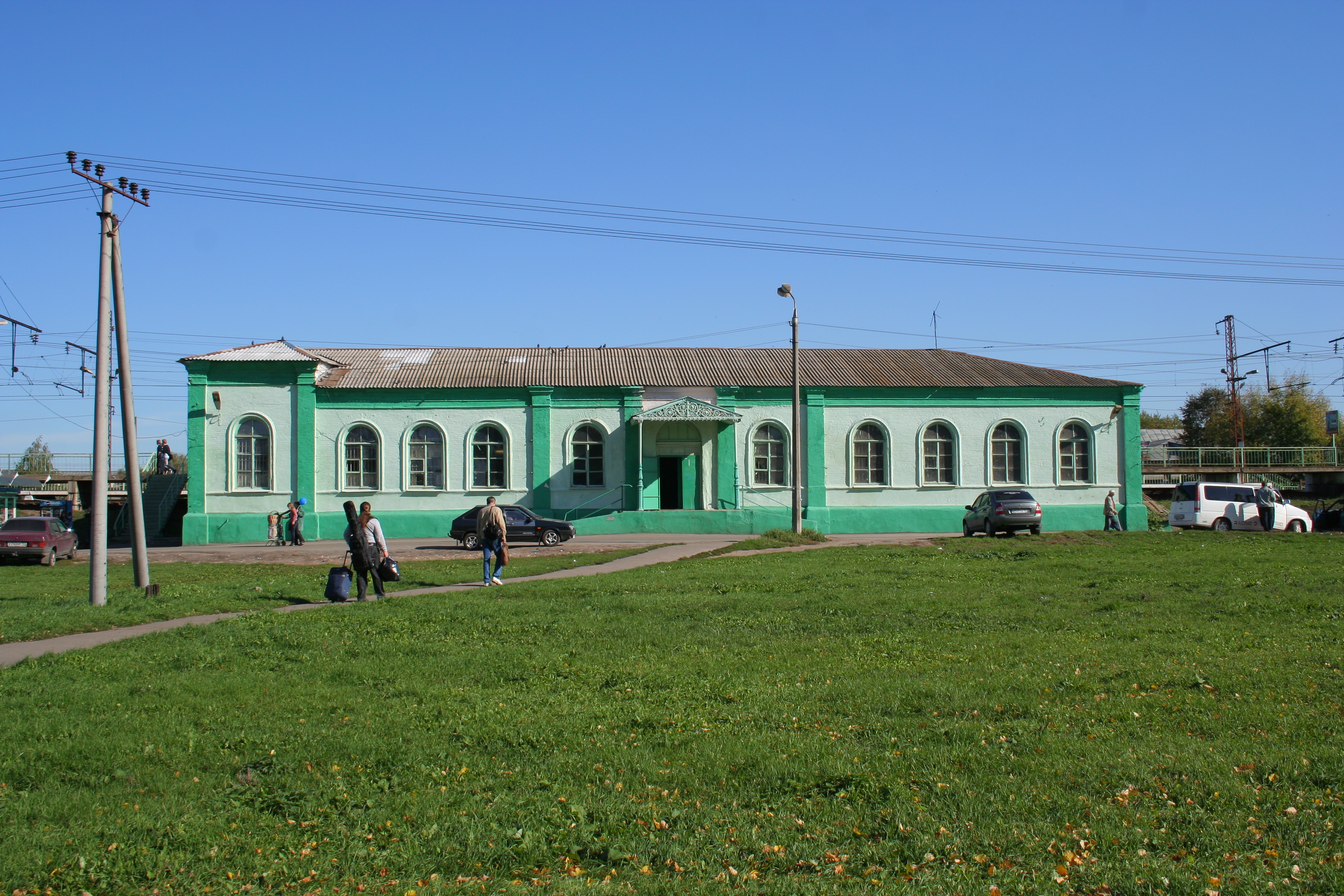
Вокзал Коломна, Московская область

Полностью грузовое движение из Москвы в Коломну открылось 5 июля 1862 года. До Коломны поезд делал 6 остановок: в Люберцах, Быкове, Раменском, Фаустове, Воскресенске, Песках. За станцией Коломна открыто паровозное депо (впоследствии ТЧ-8 Голутвин).
Первый пассажирский поезд по маршруту Москва — Коломна прошёл 20 июля 1862 года. Протяжённость дороги составила 106 вёрст (117 км). Ежедневно от Москвы до Коломны ходили две пары поездов, путь занимал около 3,5—4 часов. С тех пор это время уменьшилось в 3—4 раза. Сегодня ориентировочное время в пути от Казанского вокзала до Голутвина со всеми остановками — 2—2,5 часа.

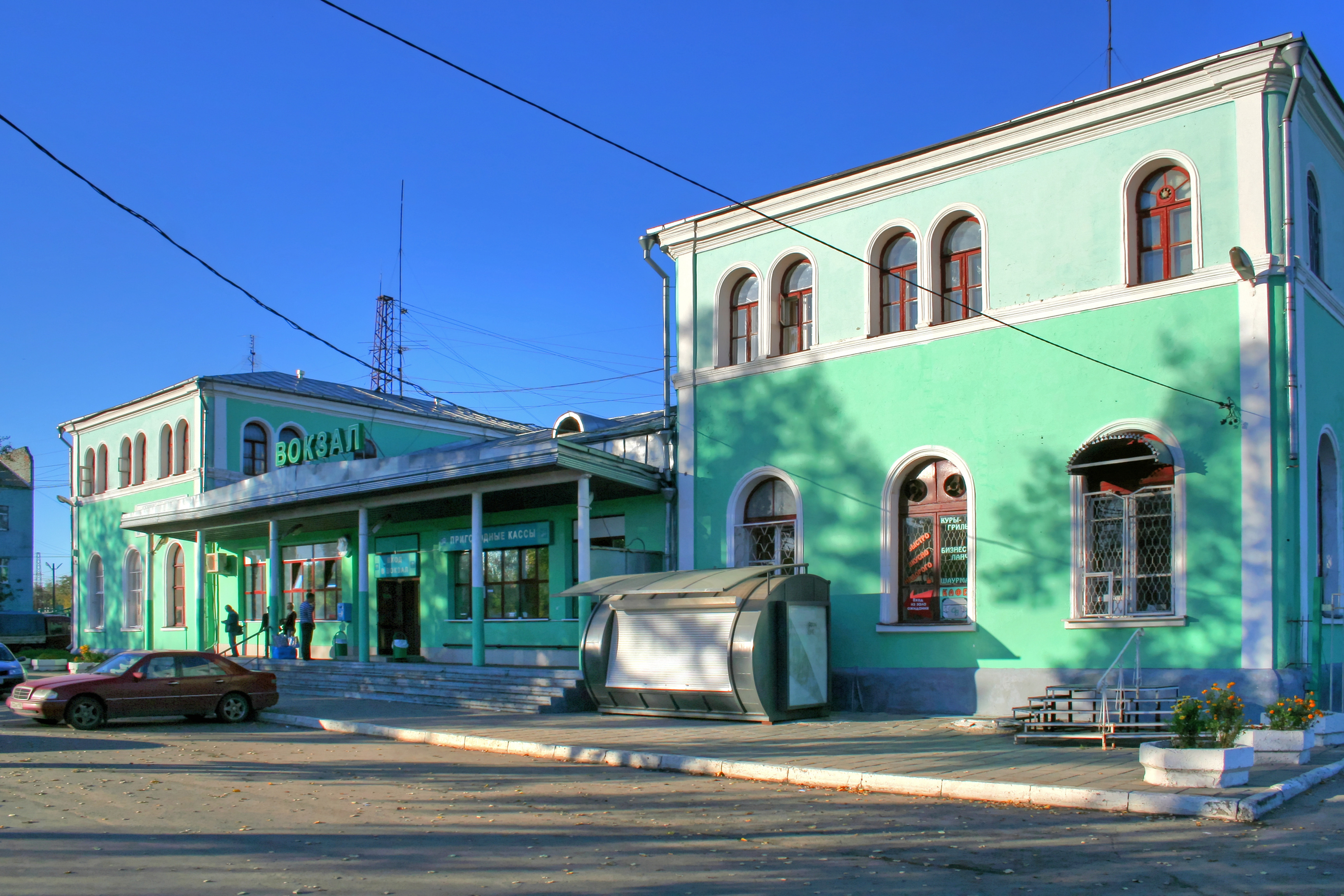
Станция Голутвин, Московская область

С 1 августа 1862 года установлены особые пассажирские поезда. В составе поезда было от 6 до 8 вагонов. Вагоны в поездах ходили двухосные, небольшие и особым комфортом не отличались.
27 августа 1864 года составы пошли до Рязани по временному, а с 20 февраля 1865 — по постоянному мосту через Оку. К этому времени Общество Московско-Рязанской железной дороги располагало 31 паровозом, 73 пассажирскими вагонами, 778 товарными. Локомотивы топились дровами и торфом. Пассажирские вагоны подразделялись на 4 класса. За год было перевезено 422 300 пассажиров.
В 1865 году железнодорожный магнат фон Дервиз осознал просчёт акционеров. Дорога выручала в пассажирском движении столько же, как и в товарном.
26 апреля 1869 года валовая выручка за год превысила 4 млн рублей. Но однопутка уже с трудом справлялась со все возрастающим грузо- и пассажиропотоком. Поэтому 7 октября 1869 года был подписан контракт на прокладку второго пути до Рязани.
Двухпутное движение на участке Москва — Рязань открылось 25 июля 1870 года.
В 1871 году от станции Воскресенск на средства фабрикантов Хлудовых была сооружена линия до Егорьевска. Это первый по времени из участков Большого кольца МЖД.
Железная дорога приблизила уездные города к Москве, втянула крестьянское село в торговый оборот, посодействовала развитию промышленности, привлекла дачников.
С 1891 года дорога принадлежала акционерному Обществу Московско-Казанской железной дороги. Чистый доход — в пределах 9 % от основного капитала (218,1 млн руб. в 1913).
В 1893 году на перегоне Люберцы — Быково открыта платформа Удельная и переезд.
В сентябре 1893 года открыто движение по Озёрской линии, а в сентябре 1894 года — по Симоновской ветке.
Пригородное движение окончательно оформилось к 1890-м годам, когда набрали силу крупные дачные посёлки — Кусково, Красково, Малаховка, и их заселили живущие там не только летом, но и зимой. К 1898 году уже принимали пассажиров Сортировочная, Перово, Шереметево (теперь Плющево), Вешняки, Косино, Подосинки (ныне Ухтомская), Люберцы, Томилино, Малаховка, Удельная, Быково, Ильинская, Раменское.
В 1909 году открыто депо Москва-Сортировочная.
В 1912 году горячо обсуждался вопрос о перестройке Рязанки. Но введение правостороннего движения на участке Москва — Рязань связано о такими расходами и такими местными препятствиями, которые не только затрудняют, но и делают почти невозможным переход на правостороннее движение.
В 1913 году началось сооружение на участке от Москвы до Раменского (42 версты) третьего и четвёртого путей, приспособленных для движения по ним «электрических трамваев» (электричек) для обслуживания дачного и пригородного движения, достигшего на этом участке большой интенсивности.
В связи с увеличивающимся пассажиропотоком с 1913 по 1926 год построено современное здание Казанского вокзала по проекту академика архитектуры Щусева.
В сентябре 1918 года дорога национализирована, передана НКПС.
В 1925—1926 годах была закончена укладка третьего и четвёртого путей на участке от Москвы до Раменского.
В Советское время дорога была электрифицирована в 1933—1935 годах до станции Раменское, а к началу 1960-х — и далее до Рязани.
В 1936 году произошло разделение Московско-Казанской железной дороги на Казанскую и Московско-Рязанскую.
6 июля 1941 года коллектив депо «Сортировочная» Московско-Рязанской железной дороги обратился ко всем железнодорожникам через газету «Ленинский путь». В обращении говорилось: «Товарищи железнодорожники! Обеспечим полностью все нужды Красной Армии в перевозках, быстро и бесперебойно доставим военные грузы на фронт, поможем Красной Армии разгромить фашистские банды…».
С 1953 года на Московско-Рязанской и других дорогах началось оборудование переездов шлагбаумами с автоматической сигнализацией.
В 1954 году на электрифицированном участке Москва — Раменское появилась первая телеустановка, с помощью которой энергодиспетчер мог управлять оборудованием четырёх тяговых подстанций и трёх постов секционирования, проводить на каждой подстанции измерения величины напряжения постоянного и переменного тока и суммарной нагрузки выпрямляемого тока. Это был первый шаг во внедрении телемеханики, и шаг успешный.
1 октября 1959 года в Коломну из Москвы пришла первая электричка, заменившая паровозную тягу.
В 1979 году на станции Рыбное был сформирован и успешно проведён по участку до Перово поезд весом более 10 000 т с постановкой локомотивов в голову и хвост состава. Тем самым на практике была доказана возможность регулярного пропуска по линии поездов-сверхтяжеловесов. В 1988—1989 годах была построена хордовая линия Узуново — Рыбное для разгрузки участка Воскресенск — Рыбное от части грузовых поездов.
В 2005 году на участке Москва — Раменское были перестроены все платформы, навесы, и турникетные павильоны, а также пущен сервис «Спутник» с 4 остановками.
В конце 2018 началась перестройка платформы Ипподром (Раменское), были построены турникетные павильоны. Планируется включение участка Электрозаводская — Ипподром в состав 3 линии Московских центральных диаметров со сквозным движением на Ленинградское направление до станции Крюково.

## Современное состояние

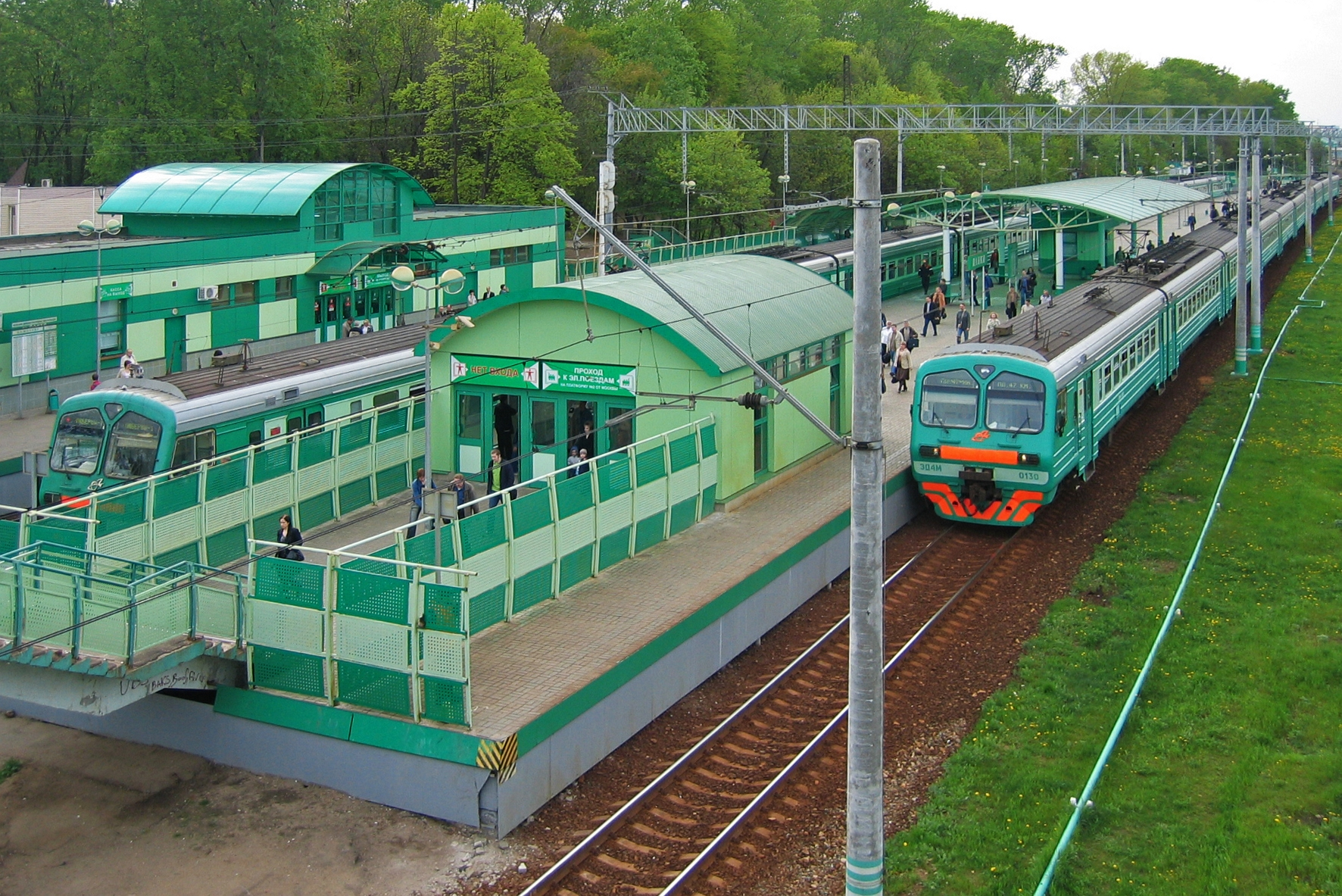
Платформа Панки, Московская область

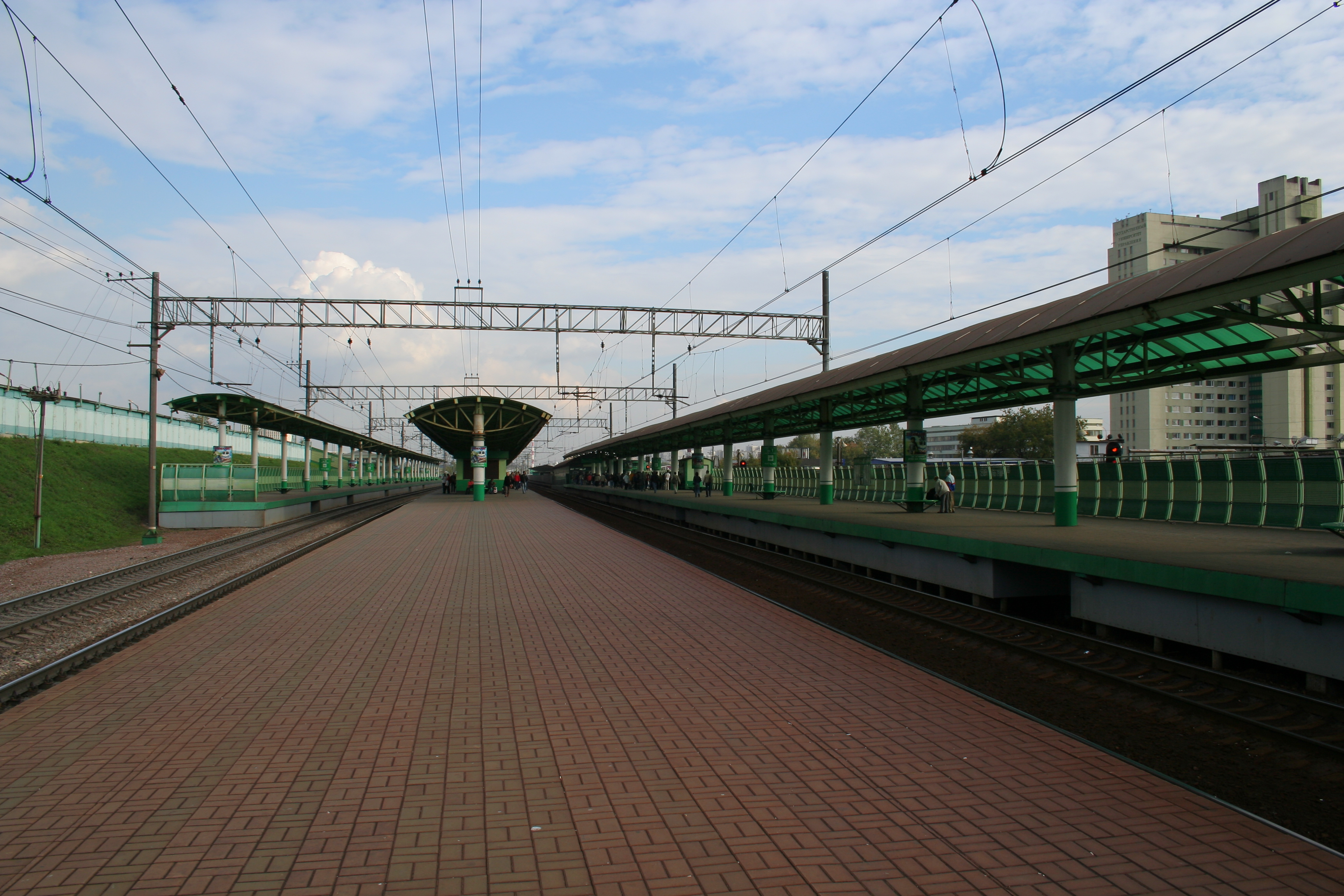
Платформа Выхино в Москве

Основные пути линии полностью электрифицированы и оборудованы противошумовыми ограждениями, все остановочные пункты до станции Голутвин имеют высокие платформы, большинство платформ капитально отремонтированы. Многие станции и остановочные пункты оборудованы турникетами.
Рязанское направление обслуживает Московско-Рязанский регион Московской железной дороги. Депо: Москва-Сортировочная, Москва-Рязанская, Рыбное, Рязань, Перово, Воскресенск, Рыбное, Ряжск, Сасово, моторвагонное депо Раменское ТЧ-7.

## Движение поездов
Линия является одной из наиболее загруженных по пассажирским перевозкам на Московском железнодорожном узле.

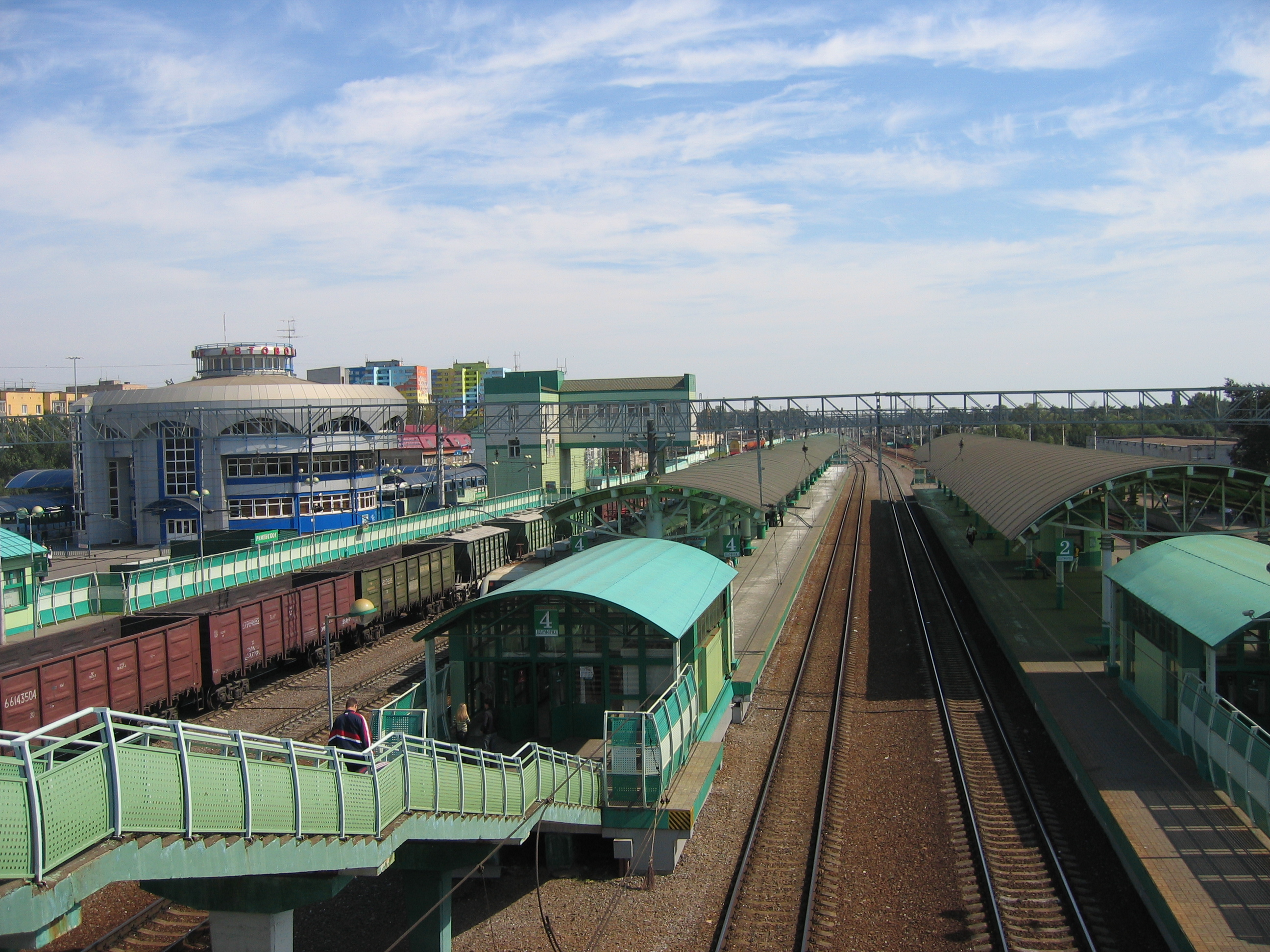
Станция Раменское, Московская область

Основная масса поездов дальнего следования с Казанского вокзала южного и юго-восточного направлений идёт через Рязань. Также с 2008 года после электрификации Митьковской соединительной ветви по Рязанскому направлению следуют транзитные поезда на Санкт-Петербург и в северные города России (Ярославль, Воркуту, Вологду, Архангельск).
Грузовое движение наиболее интенсивно осуществляется на участке Воскресенск — Рыбное — Рязань. Это один из самых загруженных участков на сети РЖД. В связи со своим местоположением здесь сходятся транспортные потоки север — юг и запад — восток.

### Пригородное сообщение
Парк электропоездов состоит только из поездов типа ЭП2Д производства Демиховского машиностроительного завода. Пригородное пассажирское сообщение обслуживается подвижным составом ТЧ-7 Раменское.
Движение осуществляется до станций Люберцы I, Панки, Быково, Раменское (только экспрессы), Ипподром, Фаустово, Виноградово, 88 км, Шиферная, Голутвин, Луховицы, Рязань I, Рязань II; также в случае проведения ремонтных работ движение может осуществляться до/от станций Бронницы, Пески.
До станции Люберцы I можно доехать 123 поездами в сутки. Почти 70 % из них далее идут по Рязанскому направлению, остальные — по Казанскому. Основные маршруты:
- Москва-Казанская — Ипподром (52 поезда в сутки, 42,28 % от числа всех поездов)
- Москва-Казанская — Голутвин (19 поездов в сутки, 13,01 % от числа всех поездов)

Также существуют следующие маршруты:
- Москва-Казанская — Люберцы I (2 поезда)
- Москва-Казанская — Панки (2 поезда)
- Москва-Казанская — Быково (3 поезда)
- Москва-Казанская — Фаустово (1 поезд)
- Москва-Казанская — Виноградово (5 поездов)
- Москва-Казанская — 88 км (2 поезда, кроме пятницы)
- Москва-Казанская — Шиферная (5 поездов)
- Москва-Казанская — Луховицы (1 поезд)
- Москва-Казанская — Рязань (3 поезда, 2,44 %)
- Голутвин — Рязань (3 поезда в сутки, помимо маршрутов «Москва — Рязань»)
- Москва-Казанская — Бронницы (1 поезд, в период дачного сезона, конец мая и конец августа)
- Раменское — Голутвин (1 электричка и 1 экспресс «РЭКС»)
- Дивово — Рязань
- Узуново — Рязань
- Рыбное — Рязань

#### Остановочные пункты
- 68 — общее количество (12 — совмещены с Казанским направлением)

из них:
- 12 — МЦД-3 (центральная зона, Тройка), Казанский вокзал не является частью МЦД
- 13 — МЦД-3 (пригородная зона, Тройка)
- 12 — (дальняя зона, Тройка)
- 30 — (за пределами зон, где доступна оплата Тройкой)

#### Самые дальние беспересадочные маршруты пригородных электропоездов изМосквына главном ходу и ответвлениях
- Москва — Рязань I

#### Закрытые остановочные пункты
- Перочи
- 132 км
- 179 км
- Гусевская

#### Новые остановочные пункты
- Радуга
- Золотово
- 84 км (Трофимово)
- 189 км

#### Переименованные остановочные пункты
- Новая — Авиамоторная
- Фрезер — Андроновка
- Перово — Чухлинка — Перово
- Ждановская — Выхино
- 42 км — Есенинская
- 47 км — Ипподром
- 184 км — Депо
- Рязань-Сортировочная — Жилые Дома — Рязань-Сортировочная
- 191 км — Гусевская

#### Неофициальные названия
- Трофимово — 84 км (официально)

#### Ответвления с пересадкой
- Голутвин — Озёры
- Железнодорожная линия Узуново — Рыбное

#### Закрытые ответвления с пересадкой
- Панки — Дзержинская
- Луховицы — Зарайск

#### Соединительная ветвь МЦД-3
- 1 — Электрозаводская — Останкино

## Ответвления

### Ветка Панки — Дзержинский
Только грузовое движение, до 1996 года также существовало пассажирское сообщение. В настоящее время электрифицирована до станции Яничкино, на перегоне Яничкино — Дзержинский электрификация снята после прекращения движения пассажирских электропоездов. Перегон Яничкино — Дзержинский не входит в состав МЖД, является предприятием промышленного железнодорожного транспорта. Ветка реконструирована в 2008—2010 годах.
- Панки
- Мальчики
- Яничкино
- Дзержинский

### ВеткаГолутвин—Озёры
Однопутная неэлектрифицированная тупиковая линия длиной 39 километров. Грузовое и пассажирское движение, а также на ней происходят испытания АО «ВНИКТИ». Прямого сообщения с Москвой нет. По линии проходят: по будням — четыре пассажирских поезда в сутки, по выходным — пять. Подвижной состав на линии — рельсовый автобус РА-3, грузовые поезда под локомотивом ЧМЭ-3 с углём для Озерского лесотопливного предприятия. Поездная радиосвязь осуществляется на УКВ-диапазоне на частоте 151.825МГц. фото ветки

### Ветка Луховицы — Зарайск
Однопутная неэлектрифицированная линия длиной 27 километров. Только грузовое движение.
- Луховицы
- 8 км
- Сарыбьево
- Мельгуново
- Прудки
- Зарайск

### Линия Узуново — Рыбное
Однопутная линия с двухпутными вставками, электрифицирована на всём протяжении, длина 68 километров. Грузовое и пассажирское движение (3 пары электропоездов Рязань — Узуново).